# Lou de Laâge
Lou de Laâge (* 27. dubna 1990 Bordeaux) je francouzská herečka.

## Životopis
Její otec pracoval jako novinář a její matka jako malířka. Své dětství trávila mezi městy Bordeaux a Montendre. Po maturitní zkoušce ve specializaci na humanitní vědy začala chodit na pařížskou hereckou školu Claude Mathieu, aby se mohla stát herečkou.

## Filmografie

### Film
| Rok  | Název                                            | Role              | Režie             |
| ---- | ------------------------------------------------ | ----------------- | ----------------- |
| 2011 | J'aime regarder les filles                       | Gabrielle         | Frédéric Louf     |
| 2011 | Nino (une adolescence imaginaire de Nino Ferrer) | Natacha           | Thomas Bardinet   |
| 2013 | Jappeloup                                        | Raphaëlle Dalio   | Christian Duguay  |
| 2013 | Des gens qui s'embrassent                        | Noga              | Danièle Thompson  |
| 2014 | Respire                                          | Sarah             | Mélanie Laurent   |
| 2015 | Šachový turnaj                                   | Lou               | Élodie Namer      |
| 2015 | Čekání                                           | Jeanne            | Piero Messina     |
| 2016 | Agnus dei                                        | Mathilde Beaulieu | Anne Fontaine     |
| 2017 | Kráska k sežrání (krátký film)                   | Carotte           | Axel Courtière    |
| 2018 | Černý zápisník                                   | Laura/Leila       | Valeria Sarmiento |
| 2019 | Bílá jako padlý sníh                             | Claire            | Anne Fontaine     |

### Televize
| Rok  | Název                                      | Role                  |
| ---- | ------------------------------------------ | --------------------- |
| 2008 | Jsem nevinná                               | Clémence Mouson       |
| 2010 | 1788... Et Demi                            | Pauline de Saint-Azur |
| 2011 | La Nouvelle Blanche-Neige                  | Blanche               |
| 2013 | Alias Caracalla, au coeur de la Résistance | Suzette               |
| 2013 | Anna Karenina                              | Kitty                 |

## Divadlo
- 2012 Gérard Gelas: Il était une fois... le Petit Poucet, režie Emmanuel Besnault
- 2013 Raphaële Billetdoux: Entrez et fermez la porte, režie Raphaële Billetdoux, uváděno v Théâtre Essaïon
- 2013 Michel Ocelot: C'est tout pour cette nuit (podle filmu Princové a princezny), režie kolektiv
- 2014 Sedef Ecer: À la périphérie, režie Thomas Bellorini, uváděno v Théâtre de Suresnes
- 2014 Augustin Billetdoux: Ni Dieu ni Diable, režie Julie Duquenoÿ a Augustin Billetdoux, uváděno v Théâtre 13
- 2015 Brian Friel: Danser à Lughnasa, režie Didier Long, uváděno v Théâtre de l'Atelier
- 2017 James Frey: Le Dernier testament, režie Mélanie Laurent, uváděno v Théâtre national de Chaillot

## Ocenění a nominace

### Ocenění
- 2016: Cena Romy Schneider

### Nominace
- 2014: César pro nejslibnější herečku, za film Jappeloup
- 2015: César pro nejslibnější herečku, za film Respire